# Појнт Робертс (Вашингтон)
Појнт Робертс (енгл. Point Roberts) насељено је место без административног статуса у америчкој савезној држави Вашингтон.

## Демографија
По попису из 2010. године број становника је 1.314.
| Група             | 2000.    | 2010.         |
| Белци             | 0 (0,0%) | 1.186 (90,3%) |
| Афроамериканци    | 0 (0,0%) | 10 (0,8%)     |
| Азијати           | 0 (0,0%) | 59 (4,5%)     |
| Хиспаноамериканци | 0 (0,0%) | 32 (2,4%)     |
| Укупно            | 0        | 1.314         |